# Spits tandmos
Spits tandmos (Barbilophozia floerkei) is een levermossoort uit de trapmosfamilie (Lophoziaceae).

## Determinatie
Barbilophozia floerkei groeit in vaak uitgestrekte geelgroene tot bruingroene gazons. De rechtopstaande tot liggende planten zijn ongeveer 5 centimeter lang en 2,5 tot 3 millimeter breed. De onderkant is bezet met korte rhizoïden.
De flankbladeren zijn schuin aan de stengel bevestigd, ongeveer 1,2 millimeter lang en iets breder dan lang, met meestal drie stomp toegespitste lobben in het bovenste derde deel. Aan de basis van het blad bevinden zich doorgaans enkele cilia (aanhangels) die vierkante cellen bevatten. De ronde bladcellen hebben dikke wanden met duidelijke hoekverdikkingen. In elke cel bevinden zich ongeveer 2 tot 6 olieachtige lichamen.
De soort is tweehuizig. Het perianth is ei-vormig-cylindrisch en in de bovenste helft gevouwen.

## Ecologie
Het mos groeit op zure en humusrijke, frisse tot vochtige, lichte tot matig schaduwrijke plaatsen in montane tot subalpiene (alpiene) hoogtes. Geschikte habitats zijn dwergstruikheiden, hoogstuifgraslanden, kalkvrije alpiene gazons, naaldbossen, moerassen en moerasbossen.

## Verspreiding
De soort komt voor in het boreaal-montane gebied in West-, Noord- en Centraal-Europa, in Azië (Kaukasus, Siberië), in West-Noord-Amerika en op Groenland. Een andere geïsoleerde vindplaats bevindt zich in Peru, Zuid-Amerika.
In Midden-Europa ligt het belangrijkste verspreidingsgebied in de hoge berggebieden van de Alpen, vooral de Centrale Alpen. Hier is de soort vaak talrijk.
In Nederland komt staat het op de rode lijst in de categorie 'verdwenen'. Deze zeldzaamste soort uit dit geslacht is in de jaren zestig en zeventig van de 20ste eeuw een aantal malen gevonden, maar recentere vondsten ontbreken.

## Foto's

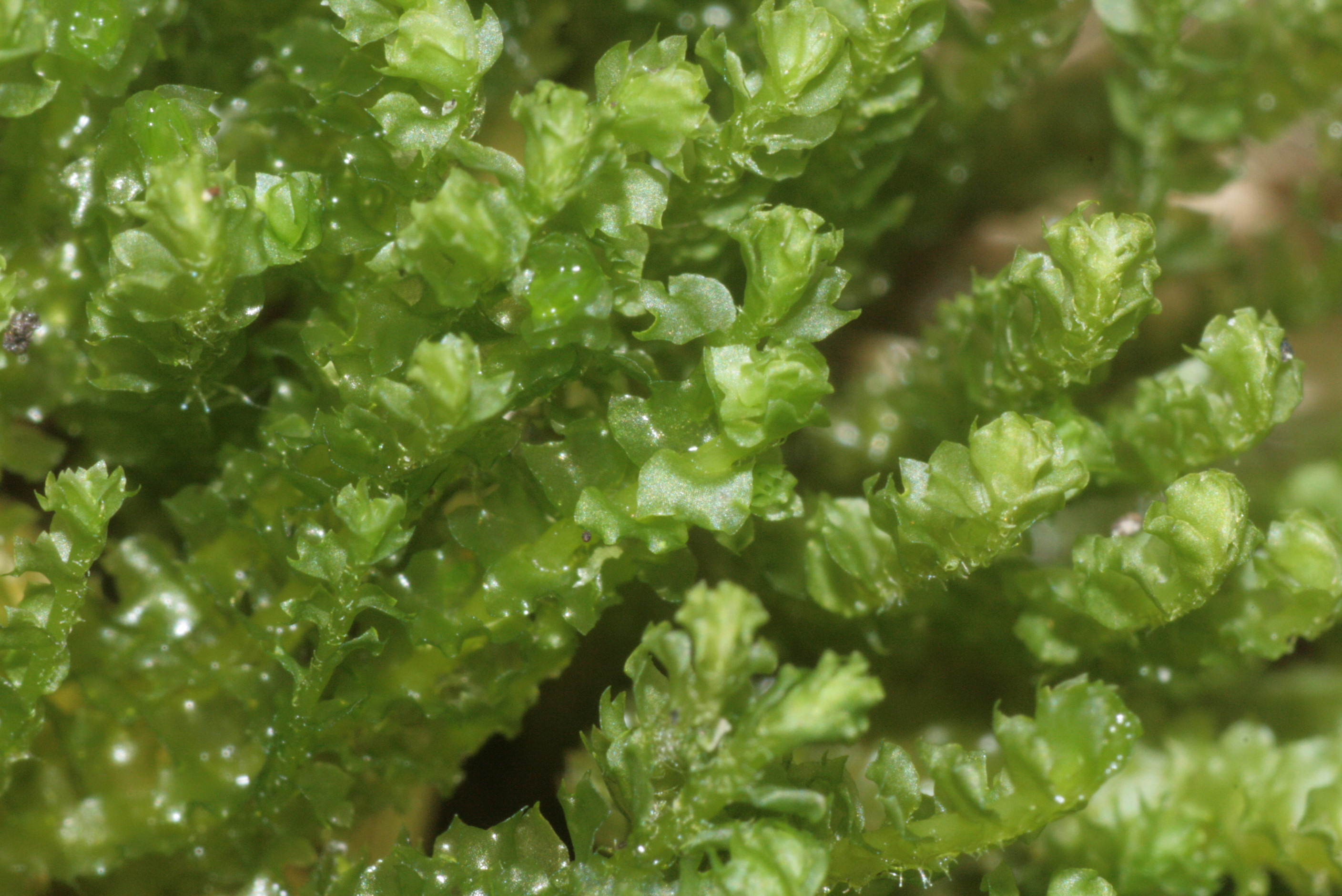
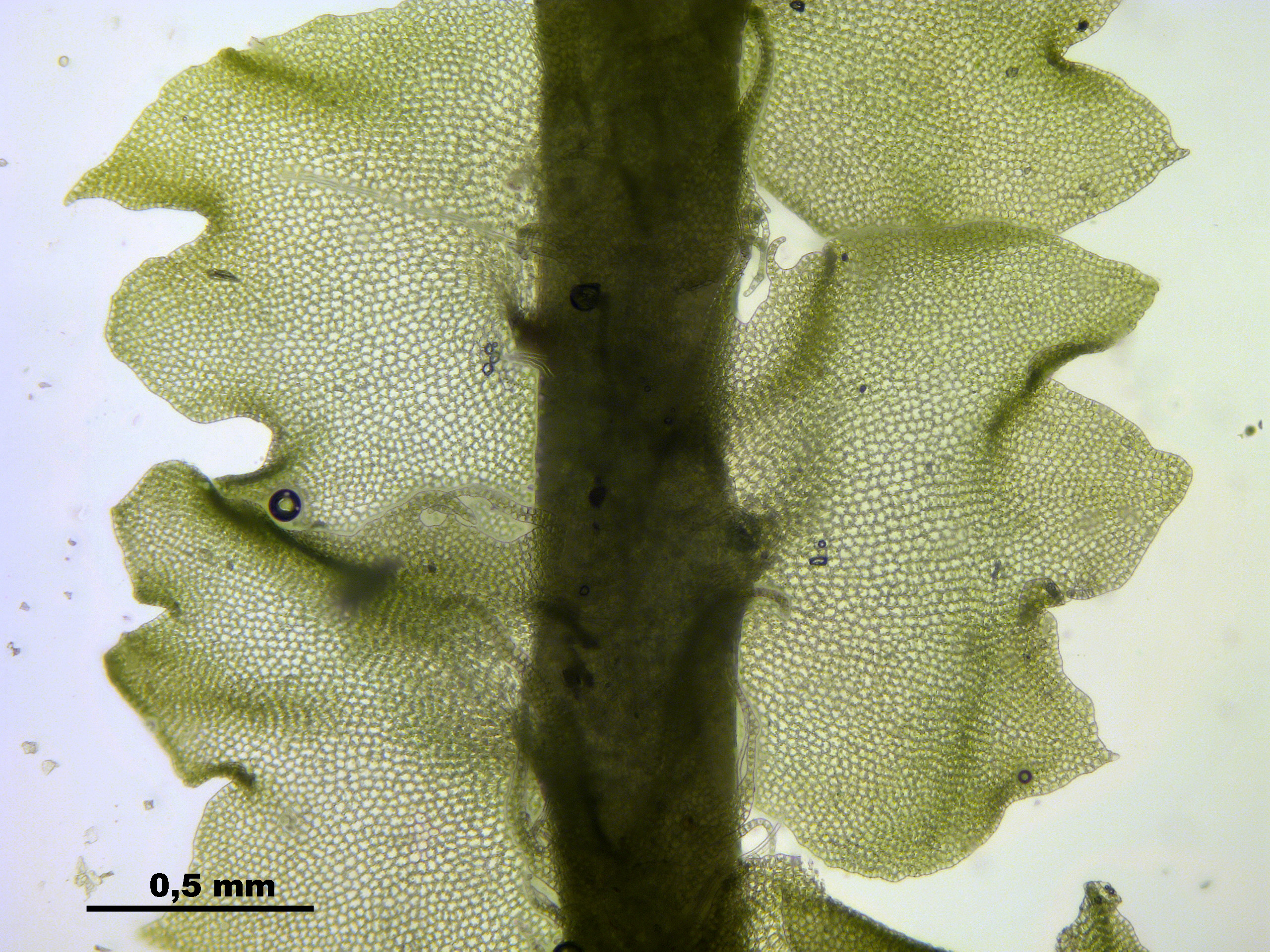
Bovenzijde
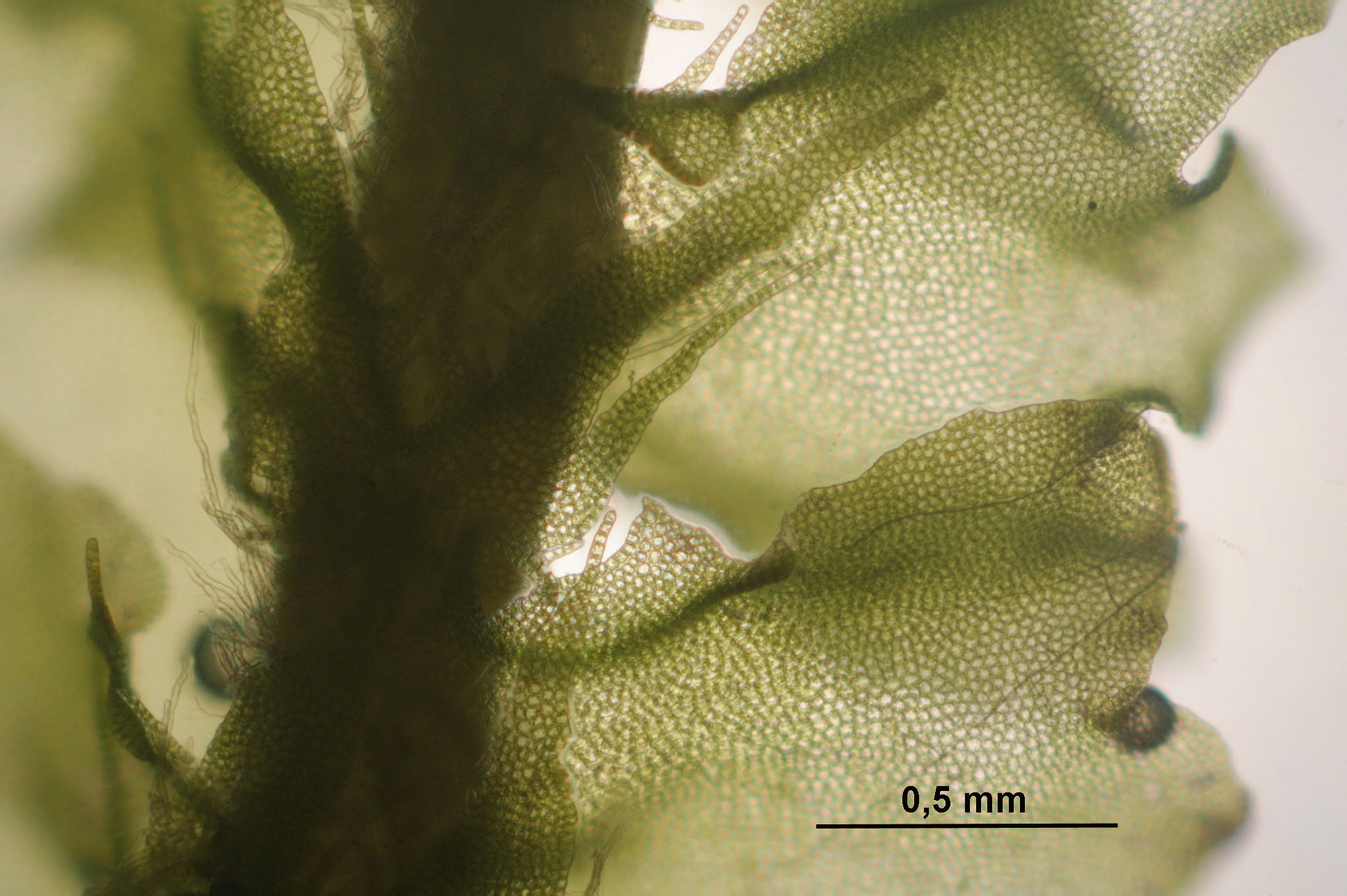
Onderzijde
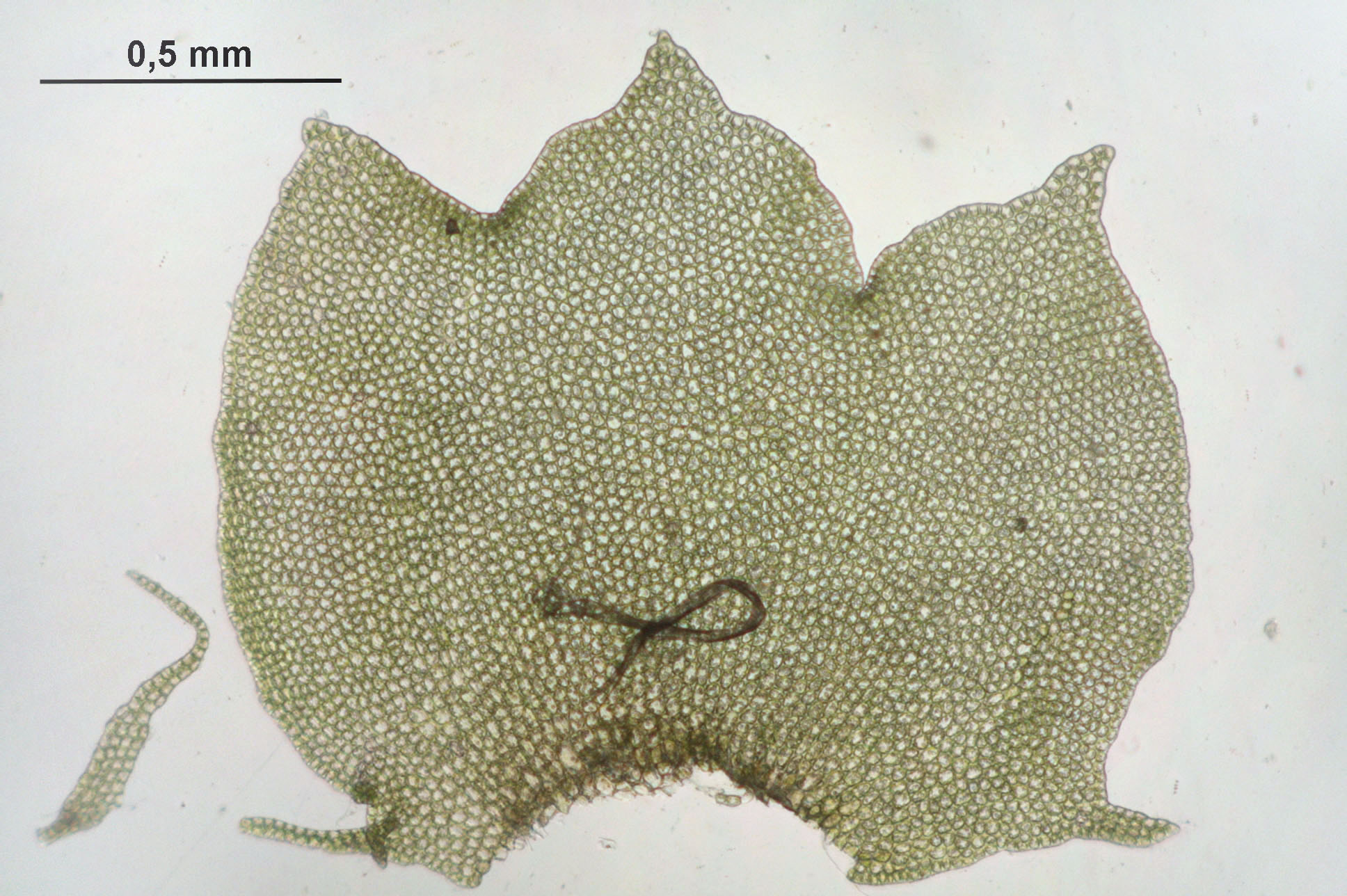
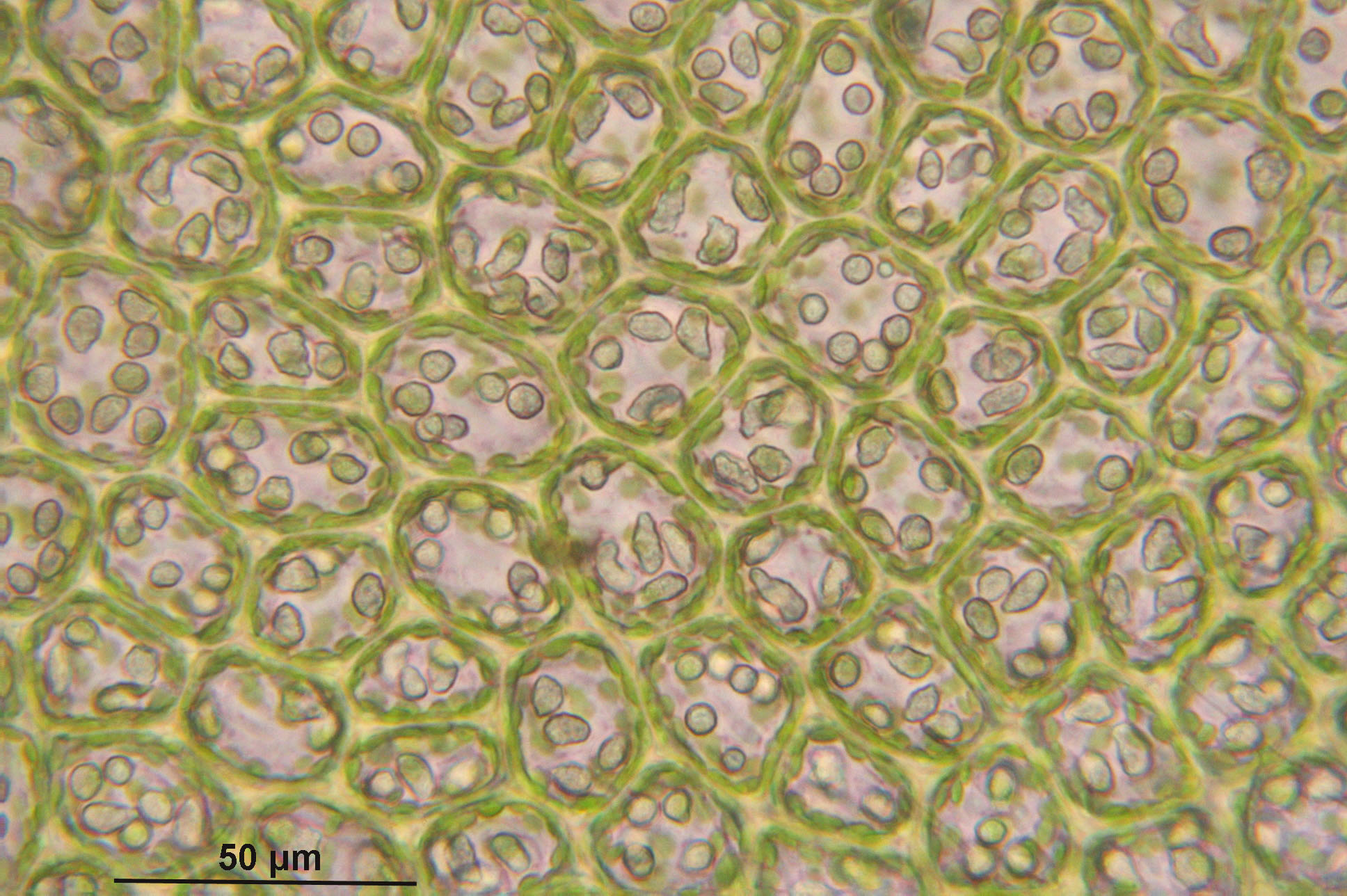
Bladcellen rand